# 제갈
제갈(諸葛)씨는 중국과 한국의 성씨이다. 제갈씨는 2015년 대한민국 통계청 조사에서 5,655명으로 조사되었다.

## 역사
촉나라 승상을 지낸 제갈량의 아버지 제갈규를 시조로 삼고 있다. 263년 한나라의 계보를 이은 촉나라가 망하자 제갈규의 5세손인 제갈충이 위(魏)나라에 불만을 품고 신라 미추이사금 때 신라로 망명하여, 제갈씨의 중시조가 되었다. 고려 고종 때 제갈홍(諸葛泓)과 제갈형(諸葛瀅) 형제가 형인 제갈홍은 제씨(諸氏)로 하여 낭야군(瑯琊君)에 봉해지고, 아우 제갈형은 갈씨(葛氏)로 하여 남양군에 봉해지면서 성씨가 나뉘었다. 조선 고종 때 성씨 복원운동으로 제씨와 갈씨 일부가 제갈씨로 복성(復姓)하였다.

## 본관
| 본관        | 인구    |
| ----------- | ------- |
| 남양 제갈씨 | 4,506명 |
| 칠원 제갈씨 | 714명   |
| 대구 제갈씨 | 221명   |
| 다원 제갈씨 | 23명    |
| 남원 제갈씨 | 20명    |
| 충주 제갈씨 | 16명    |

## 《서촉제갈씨족보》구성
```
조선 후기(효종 3년 제작) 참조
```

1. 족보 서편(序)
2. 제갈씨의 근원
3. 제씨와 갈씨의 분할
4. 범례(凡例)
5. 무후사도(圖)
6. 조상선산도(圖)
7. 상세계(上世系)(제갈규 ~ 파조 이전)
8. 남양군자손록(제갈홍)
9. 남양군 1파 충장공파(진해파) 자손록
10. 남양군 2파 충양공파(문산파) 자손록
11. 남양군 3파 현감공파(거제파) 자손록
12. 남양군 4파 동고공파(고성파) 자손록
13. 낭야군자손록(제갈형)
14. 낭야군 1파 화산군파(달성파) 자손록
15. 낭야군 2파 화순군파(무경파) 자손록
16. 낭야군 3파 어사공파(가평파) 자손록
17. 서촉군자손록(제갈공순)
18. 서촉군 1파 충의공파 자손록
19. 서촉군 2파 금위공파 자손록
20. 집필자 색인표(票)
21. 제갈민국(복어족)

## 인물
- 제갈근(諸葛瑾, 174년 ~ 241년) : 중국 삼국시대 오나라 대신
- 제갈량(諸葛亮, 181년 ~ 234년) : 촉한의 승상
- 제갈탄(諸葛誕, ? ~ 258년) : 조위의 정치인
- 제갈윤신(諸葛允信) : 조선 말기 항일 독립운동 의병장. 경북 영덕 출신. 철원, 평강 등지에서 일본군과 싸워 전공을 세우고, 일본군의 야간 습격을 받아 전사하였다.
- 제갈정웅(諸葛政雄) : 제6대 대림대학 총장
- 제갈융우(諸葛隆佑) : 전 인천지방검찰청 검사장
- 제갈영종(諸葛榮鍾) : 전남대학교 의과대학 교수
- 제갈원영(諸葛院英) : 전 인천시의회 의원
- 제갈경배(諸葛敬培) : 제48대 대전지방국세청장. 대구 출신. 행정고시 27회.
- 제갈성렬(諸葛成烈) : 대한민국 스피드 스케이팅 국가대표
- 제갈용준 : 육군 중장
- 제갈용현(Brian Y. Jekal) : 미국 가주 공인회계사, Certified Public Accountant.
- 제갈진유(諸葛眞油) : 서울대학교 사회복지학과 교수
- 제갈재민 (2000년~) : 대구 FC의 축구선수
- 제갈제갈 : 한명쯤은 있지 않을까요?
- 제갈삼(諸葛森) : 피아니스트[1][2]
- 제갈민국(諸葛民國, 2007년~) 소프트웨어 개발자
- 제갈청 : 변호사
- 제갈석철 : 드라마 조명감독

## 같이 보기
- 칠원 제씨
- 남양 갈씨
- 남양 제갈씨
- 제갈민국 제갈씨